# Кала (Немачка)
Кала (њем. Kahla) град је у њемачкој савезној држави Тирингија. Једно је од 93 општинска средишта округа Зале-Холцланд. Према процјени из 2010. у граду је живјело 7.312 становника. Посједује регионалну шифру (AGS) 16074044.

## Географски и демографски подаци
Кала се налази у савезној држави Тирингија у округу Зале-Холцланд. Град се налази на надморској висини од 177 m. Површина општине износи 8,0 km². У самом граду је, према процјени из 2010. године, живјело 7.312 становника. Просјечна густина становништва износи 919 становника/km².

## Међународна сарадња
| Мјесто    | Држава   | Врста сарадње | Од    |
| --------- | -------- | ------------- | ----- |
| Монтелупо | Италија  | пријатељство  | 1992. |
| Домбовар  | Мађарска | контакт       | 2000. |
| Извор     |          |               |       |